# Un drôle de type
Pour plus de détails, voir Fiche technique et Distribution.
Un drôle de type (Uno strano tipo) est un musicarello italien réalisé par Lucio Fulci et sorti en 1963. Le groupe de musique I Ribelli joue dans le film.

## Synopsis
un villageois usurpe un rock star nommé Adriano Celentano.

## Fiche technique
Sauf indication contraire, les informations mentionnées dans cette section peuvent être confirmées par la base de données cinématographiques IMDb,  présente dans la section « Liens externes ».
- Titre français : Un drôle de type[1]
- Titre original : Uno strano tipo
- Réalisation : Lucio Fulci
- Scénario : Vittorio Metz, Lucio Fulci
- Photographie : Guglielmo Mancori
- Montage : Ornella Micheli (it)
- Musique : Detto Mariano
- Décors : Gastone Carsetti
- Société de production : Addessi Cinematografica
- Pays de production :  Italie
- Langue de tournage : italien
- Format : Noir et blanc - 2,35:1 - Son mono - 35 mm
- Genre : Musicarello
- Durée : 90 minutes (1h30)
- Dates de sortie :
  - Italie : 28 février 1963
  - France : 24 décembre 1965[1]

## Distribution
- Adriano Celentano : Peppino
- Erminio Macario : Giovanni
- Nino Taranto : Cannarulo
- Claudia Mori : Carmelina
- Rosalba Neri : Marina
- Gianni Agus : Gastone
- I Ribelli dans leurs propres rôles